# Cyrtosia jeanneli
Cyrtosia jeanneli är en tvåvingeart som beskrevs av Seguy 1949. Cyrtosia jeanneli ingår i släktet Cyrtosia och familjen svävflugor.
Artens utbredningsområde är Algeriet. Inga underarter finns listade i Catalogue of Life.